# ジュニオール・アゴゴ
マヌエル・アゴゴ（Manuel Agogo、1979年8月1日 - 2019年8月22日）は、ガーナ・アクラ出身の元サッカー選手。ポジションはFW。

## 経歴

### クラブ
1995年にイングランドのシェフィールド・ウェンズデイFCのユースチームでキャリアをスタートさせ、1997年にトップチームに昇格し、1999年はイングランドの様々なチームにレンタル移籍した。
2000年、アメリカのシカゴ・ファイアーに移籍した。シカゴで1試合プレーした後にトレードでコロラド・ラピッズに移籍した。ここで32試合に出場し11ゴールを決める活躍をした。2001年6月、サンノゼ・アースクエイクスにトレードで移籍した。
2002年、クイーンズ・パーク・レンジャーズFCに移籍しイングランドのチームに復帰した。しかし2試合出た後すぐにバーネットFCに移籍。ここで39試合で21ゴールを挙げた。2003年の夏、ブリストル・ローヴァーズFCに移籍。2004-05シーズンは51試合で20ゴールを記録。翌シーズンは44試合で18ゴールを挙げた。2006年8月30日、ノッティンガム・フォレストFCに3年契約で移籍した。2006年9月3日にチェスターフィールド戦でリーグ戦デビューした。最初のシーズンは7ゴールを決めた。
2008年7月2日、エジプトのアル・ザマレクに移籍し、2009年8月5日、キプロスのアポロン・リマソルに移籍。
2019年8月22日に死去が発表された。

### 代表
2006年5月にガーナ代表初招集を受けた。11月14日、オーストラリア代表戦で初ゴールを決めた。アフリカネイションズカップ2008にも招集された。

## 所属クラブ
- シェフィールド・ウェンズデイFC 1997-2000

→ オールダム・アスレティックAFC 1999 (loan)
→ チェスター・シティFC 1999 (loan)
→ チェスターフィールドFC 1999 (loan)
→ リンカーン・シティFC 1999-2000 (loan)
- シカゴ・ファイアー 2000
- コロラド・ラピッズ 2000-2001
- サンノゼ・アースクエイクス 2001
- クイーンズ・パーク・レンジャーズFC 2002
- バーネットFC 2002-2003
- ブリストル・ローヴァーズFC 2003-2006
- ノッティンガム・フォレストFC 2006-2008
- アル・ザマレク 2008-2009
- アポロン・リマソル 2009-2011
- ハイバーニアンFC 2011-2012